# Peredilla
Peredilla es una localidad española, perteneciente al municipio de La Pola de Gordón, en la provincia de León y la comarca de la Montaña Central, en la Comunidad Autónoma de Castilla y León.
Situado sobre el arroyo Vichón y el río Bernesga.
Los terrenos de Peredilla limitan con los de Santa Lucía de Gordón al norte, Villar del Puerto, Valle de Vegacervera y Llombera al noreste, Robles de la Valcueva, Robledo de Fenar, Solana de Fenar y Candanedo de Fenar al este, Puente de Alba al sureste, La Robla y Llanos de Alba al sur, Sorribos de Alba y Olleros de Alba al suroeste, Cuevas de Viñayo y Piedrasecha al oeste y Nocedo de Gordón y Huergas de Gordón al noroeste.
Perteneció al antiguo Concejo de Gordón.

## Enlace extero
- Wikimedia Commons alberga una categoría multimedia sobre Peredilla.

- Datos: Q6072276
- Multimedia: Peredilla / Q6072276